# ۱۰۹۸ (قمری)
۱۰۹۸ (قمری)، هزار و نود و هشتمین سال در گاهشماری هجری قمری است. اول محرم این سال برابر با هفدهم نوامبر سال ۱۶۸۶ میلادی است.